# ورنر فریبرگ
ورنر فریبرگ (آلمانی: Werner Freyberg; ۲۹ ژوئیهٔ ۱۹۰۲ – ۱۵ ژانویهٔ ۱۹۷۳) بازیکن هاکی روی چمن اهل آلمان بود.